# Helen Keiser
Pour les articles homonymes, voir Keiser.
Œuvres principales
Salaam. Bordbuch einer Orientfahrt
Helen Keiser, née le 27 août 1926 à Zoug et morte le 20 décembre 2013 dans la même ville, est un auteur de récits de voyage suisse de langue allemande.
Elle publie, en plus de reportages dans des revues, une dizaine d'ouvrages sur le Proche-Orient et le Moyen-Orient, dont elle est considérée comme l'un des meilleurs spécialistes suisses de son époque. Elle expose également les photographies, dessins et peintures qu'elle réalise lors de ses voyages.

## Biographie

### Origines et famille
Helen Keiser naît le 27 août 1926 à Zoug, en Suisse centrale, dans une fratrie de trois enfants. Elle est originaire de la même ville. 
Son père, Albert Keiser, est instituteur ; sa mère est née Emma Keiser.
Elle reste célibataire toute sa vie et n'a pas d'enfants.

### Enfance, études et parcours professionnel
Helen Keiser grandit à Zoug, où elle est également scolarisée. Au terme de l'école secondaire, elle suit des cours à l'École d'arts appliqués de Zurich en 1941-1942.
Elle travaille ensuite comme graphiste et décoratrice de vitrines à Zurich, Genève et Saint-Gall.

### Voyages et écriture
Un voyage d'étude avec l'École du Louvre de Paris en Méditerranée orientale en 1952 éveille son intérêt pour cette région. En 1954, à l'âge de 28 ans, inspirée par l'ouvrage Zu Land nach Indien du géographe et écrivain voyageur suédois Sven Hedin, elle rejoint le Sri Lanka avec une amie, par des moyens de transports modestes, en passant par le Liban, la Syrie, l'Irak, l'Iran, le Pakistan, l'Afghanistan et l'Inde. Elle documente ce voyage, qui dure 12 mois, dans ses premiers articles, publiés notamment dans le magazine illustré Die Woche (de).
Au cours des 40 années suivantes, Helen Keiser effectue plus de 50 voyages en solitaire au Proche-Orient et au Moyen-Orient. Lors de ses séjours, qui durent parfois plusieurs mois, elle apprend l'arabe, approfondit ses connaissances sur l'Antiquité et participe à des fouilles archéologiques. Elle traverse également à maintes reprises, de la Syrie à Oman en passant par l'Arabie saoudite, les déserts de la péninsule arabique en compagnie de Bédouins. Elle est reçue en audience privée par les rois de Jordanie et d'Arabie saoudite.
À partir de 1957, Helen Keiser réussit à vivre de ses activités d'auteur et de journaliste indépendante, publiant notamment des reportages sur ses voyages dans des journaux locaux suisses, mais aussi dans des revues culturelles prestigieuses comme Du (de). En 1958, elle fait paraître son premier livre (Salaam. Bordbuch einer Orientfahrt), suivi, jusqu'en 2002, de 15 autres ouvrages (récits de voyage et histoires inspirées de ses expériences). Parallèlement à ses activités d'écriture, elle réalise des photographies, des dessins, des aquarelles et des peintures acryliques consacrés à ses voyages, qu'elle présente dans ses publications, dans des expositions en Suisse ou lors de tournées de conférences dans l'aire germanophone. 
Helen Keiser met en avant dans ses récits les populations et leur quotidien, afin de les faire connaître au public européen. Son objectif principal est de conserver et transmettre à la postérité les traditions des nomades que de nombreux gouvernements nationaux voulaient sédentariser. Tout au long de sa vie, elle est considérée comme l'un des meilleurs spécialistes suisses du  Proche-Orient et le Moyen-Orient. 

### Mort
Helen Keiser meurt le 20 décembre 2013 à Zoug, à l'âge de 87 ans.

## Distinction
- 1983 : prix de reconnaissance du canton de Zoug, pour sa contribution à la compréhension entre les peuples[1]

## Documentaire
Le réalisateur Christoph Kühn (de) rend hommage en 1998 à sa vie et à son œuvre dans le film documentaire Salaam. Helen Keiser – Nomadin aus dem Abendland. 

## Collection et archives
Une partie de sa collection de photos est déposée depuis 2002 au Musée ethnographique de l'Université de Zurich. 
Ses archives sont conservées à la Fondation Gosteli.